# 김경미 (시인)
김경미(金慶美, 1959년 6월 24일~ )는 대한민국의 시인이다.
1959년 6월 24일 서울특별시에서 출생하였고, 한양대학교 사학과와 고려대학교대학원 국문학과를 석사 수료하였다. 1983년 《중앙일보》 신춘문예에 《비망록》으로 등단하였다. 시집으로 《쓰다 만 편지인들 다시 못 쓰랴》,《이기적인 슬픔들을 위하여》,《쉿, 나의 세컨드는》, 《고통을 달래는 순서》, 《밤의 입국심사》《당신의 세계는 아직도 바다와 빗소리와 작약을 취급하는지》가 있다. 에세이집으로 《바다, 내게로 오다》, 《행복한 심리학》, 《일상생활의 심리학》, 《그 한마디에 물들다》, 《너무 마음 바깥에 있었습니다》가 있다. 현재 KBS 1FM 방송작가로 활동 중이다.
2008년 미국 아이오와 대학 주최 국제창작 프로그램(IWP) 참여 작가로 선정되어 3개월간 참여했고, 노작문학상, 서정시학작품상을, 김종삼 문학상 등을 수상하였으며, 시집 《밤의 입국 심사》가 시 전문지 시작이 선정한 2015년 올해의 최고 시집으로 뽑힌 바 있다.
한중작가회의에 4회 참여. 중국어로 번역된 시 중국의 시전문지 <양자강>에 게재.
방송작가로서는 별이 빛나는 밤에를 시작으로 김미숙의 음악 살롱, 전기현의 음악 풍경, 노래의 날개 위에 등의 라디오 프로그램 원고를 썼으며, 2007년 한국방송작가협회 라디오작가상을 수상했다.
한라대학교, 경희사이버대학교에서 방송작가 실기, 디지털 스토리텔링, 일상생활의 심리학 등을 강의했다.

## 작품

### 시
- 비망록 : 김경미 시인의 대표작으로, 한국시 100년의 등단작만 모은 책 《시인의 시작》 기획위원들이 시인들 사이에서 여전히 회자되는 등단작 중 하나로 꼽기도 했다.[4]

### 시집
- 《쓰다 만 편지인들 다시 못 쓰랴》 (실천문학사, 1989)
- 《이기적인 슬픔들을 위하여》 (창작과 비평사, 1995)
- 《쉿, 나의 세컨드는》 (문학동네, 2001/2006 개정판)
- 《고통을 달래는 순서》 (창작과비평사, 2008)
- 《밤의 입국 심사》 (문학과 지성사, 2014)
- 《카프카식 이별》 (문학판 2020)
- 《당신의 세계는 아직도 바다와 빗소리와 작약을 취급하는지》(민음사, 2023)

### 에세이
- 《바다, 내게로 오다》 (눈빛, 2004)
- 《막내》 (진 디지털닷컴, 2005)
- 《행복한 심리학》 (교양인, 2010)
- 《심리학의 위안》 (교양인, 2012)
- 《그 한마디에 물들다》 (책 읽는 수요일, 2016)
- 《너무 마음 바깥에 있었습니다》 (혜다, 2019)